# سگ پژدر
سگ پژدر یا سگ پشدر و یا ماستیف کُردی (Kurdish mastiff) نامی است که بر روی سگ‌های ناحیه پژدر کردستان گذاشته شده‌است. سگ پژدر سگی از نوع ماستیف است. پژدر سگی جنگجو و نگهبان است که به دلیل قدرت بدنی بالا و شجاعت طرفداران زیادی دارد و در نبرد سگ ها استفاده می‌شود. طول عمر این سگ‌ها بین ۱۰ تا ۱۳ سال است. از سگ پژدر برای نگهبانی از خانه و گله، شکار آهو،گراز، گوزن و گرگ استفاده می‌شود.
سگ پژدر به دلیل کمیاب بودن، جسور بودن، هیکل بزرگ، قدرت فک زیاد، سگ شرط بندی، مبارزه سگ‌ها، بهترین سگ و گران‌ترین سگ بومی اصیل در ایران و عراق است.سگ پژدر جزو قوی‌ترین سگ‌های گله جهان است.

## تاریخچه

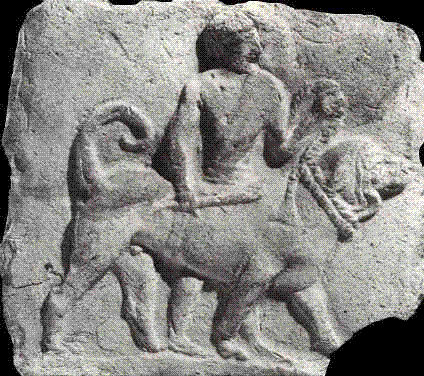
نگاره سگ کردی در کتیبه میان‌رودان

پژدر قدیمی‌ترین سگ گله آسیا است که سابقۀ ۵۰۰۰ ساله دارد. در کتیبه‌های آشوری به جامانده، تصاویری از نژاد سگ پژدر که برای شکار و محافظت از آن‌ها استفاده می‌کردند نقش شده‌است.
سگ پژدر در شهرهای کردستان عراق شامل پژدر، سلیمانیه و کرکوک و برخی شهرهای ایران مانند: سقز، بوکان، سردشت، مهاباد وجود دارد.

## فنوتیپ سگ پژدر
کلۀ بزرگ، گوش‌های آویزان، پوزۀ کوتاه و بدنی توپُرتر اشاره کرد.

## ویژگی‌های ظاهری
پژدر سینهٔ پهن، کمر باریک، پاهای کشیده و دارای پنجه‌های قوی است. دم آن‌ها معمولاً تا خورده و به سمت چپ یا راست بالا است و اغلب در دسته سگ‌های بزرگ قرار دارند.
سگ‌های پژدر به رنگ‌های زرد، سفید شیری، سیاه، قرمز آجری، آبی و ابلق یافت می‌شوند. سگ‌های پژدر اغلب دارای سر و گردن بزرگ هستند، دهان و بینی آن‌ها اغلب به رنگ سیاه و تیره است. دارای پوست شل و غبغب بزرگ و گوش‌های غیر غضروفی و نرم، مانند پوست هستند.
پوست صورت سگ پژدر شل و افتاده‌است و با بالارفتن سن آن‌ها این افتادگی بیشتر می‌شود. آن‌ها پوست نرم و دولایه‌ای دارند که از آن‌ها در برابر آسیب‌های شدید در درگیری‌ها جلوگیری می‌کند. شایع‌ترین رنگ در سگ‌های پژدر مشکی، سفید، آبی، قرمز، قهوه‌ای تیره و روشن است.
سگ پژدر نر قدی بین ۷۵ تا ۹۴سانتی‌متر و وزنی بین ۵۶ تا ۹۰ کیلوگرم دارد. سگ پژدر ماده قدی بین ۷۰ تا ۷۵ سانتی‌متر و وزنی بین ۵۴ تا ۷۵ کیلوگرم دارد.

## خلق و خو
سگ پژدر جزو قوی ترین سگ ها محسوب می‌شود اما با اینکه بسیار قدرتمند عضلانی است، اگر خوب تربیت شود می‌تواند بسیار آرام و مطیع باشد. این سگ در عین حال بسیار باهوش و وفادار است. در مواجهه با افراد غریبه بسیار محتاط و جدی رفتار می‌کنند.
سگ پژدر از گله و صاحب خود به خوبی محافظت می‌کند حتی اگر جانش در خطر باشد.